# Salon parisien de 1831
Le Salon de 1831 est l'édition du salon de peinture et de sculpture, organisée au musée du Louvre en 1831. L'exposition ouvre ses portes le 1er mai.

## Liste des œuvres majeures exposées

### Peintures et dessins
| Numéro   | Illustration | Identification | Commentaire | Numéro de catalogue raisonné |
| -------- | ------------ | --- | --- | ---------------------------- |
|          |              | | |                              |
| 1        |              | Alexandre-Denis Abel de Pujol Portrait de Mlle de L*** Huile sur toile, 81,1 x 64,7 cm Valenciennes, musée des Beaux-Arts | |                              |
| 5        |              | Jean Alaux Vue de Bordeaux, prise entre la caserne Saint-Raphaël et l'église Sainte-Eulalie Huile sur toile, 72 x 99 cm Bordeaux, musée des Beaux-Arts | |                              |
| 9        |              | Joseph Chabord Transfiguration Huile sur toile, 470 x 385 cm Cathédrale de Troyes | Commande par le ministre de l'Intérieur; tableau envoyé à Troyes par le roi Louis-Philippe |                              |
| 56       |              | Louis-Julien-Jean Aulnette du Vautenet Le Sommeil de Psyché Huile sur toile, 38 x 72 cm Lisieux, musée d'Art et d'Histoire | |                              |
| 57       |              | Félix Auvray Le dernier jour de Pompéi | L'esquisse préparatoire est conservée au musée des Beaux-Arts de Valenciennes |                              |
| 79       |              | Prosper Barbot Vue du château Saint-Ange Huile sur toile, 27 x 37,5 cm Nantes, musée des Beaux-Arts | |                              |
| 106      |              | Joseph Beaume Attaque de l'Hôtel de Ville de Paris, 28 juillet 1830 Huile sur toile, 145 x 210 cm Versailles, musée national du château | |                              |
| 136      |              | Jean-Victor Bertin Paysage historique, d'après les voyages d'Anacharsis en Laconie Huile sur toile, 114 x 160 cm Toulouse, musée des Augustins | |                              |
| 239      |              | Jacques Raymond Brascassat Paysage avec animaux Huile sur toile, 82 x 101 cm Compiègne, musée national du château | |                              |
| 251      |              | Hippolyte Bruyères La mort de Sardanapale Huile sur toile, 190 x 260 cm Poitiers, musée des Beaux-Arts | |                              |
| 258      |              | Pauline Cabanne, née Garneray Intérieur de la galerie de la Malmaison aquarelle, 66 × 91 cm Rueil-Malmaison, musée national du châtau de Malmaison | Vue du salon de musique de la Malmaison, commencée par Auguste Garneray en 1812 pour l'impératrice Joséphine et terminée en 1831 par Pauline Cabanne, sœur de Garneray.                                                                  |                              |
| 283      |              | Paul Claude-Michel Carpentier Épisode du 29 juillet 1830, au matin Huile sur toile, 91,5 x 73,5 cm Paris, musée Carnavalet | |                              |
| 351      |              | Léon Cogniet Rebecca enlevée par le Templier ; sujet tiré d'Ivanhoë Huile sur toile, 88,5 × 116 cm, 1828 Londres, Wallace Collection, P279 | Sujet inspiré du roman Ivanhoé (1819) de Walter Scott. |                              |
| 352      |              | Léon Cogniet Portrait en pied du maréchal Maison Huile sur toile Paris, musée de l'Armée. | Ne pas confondre avec les autres portraits du maréchal Maison réalisés par Cogniet, notamment le portrait en pied commandé en 1835 par le roi Louis-Philippe pour le château de Versailles.                                              |                              |
| 356      |              | Léon Cogniet Polonais blessé, dit aussi Le Polonais porte-étendard : Paris 1814 Huile sur toile, 33 × 25 cm Angers, musée des Beaux-Arts, MBA J 36 (J1881)P | Exposé sous le titre Polonais. Gravé en 1831 par Jean-Pierre-Marie Jazet sous le titre Paris, 1814. Dédié aux Polonais. Aquarelle de même composition (pl) conservée dans la Wallace Collection (P681).                                  |                              |
| 357      |              | Léon Cogniet L’officier polonais: Praga 1831 Huile sur toile | Exposé sous le titre Polonais. Gravé en 1831 par Jean-Pierre-Marie Jazet sous le titre Praga 1831. Dédié aux Polonais. Aquarelle de même composition conservée dans la Wallace Collection (P685).                                        |                              |
| 361      |              | Marie-Amélie Cogniet Intérieur d'atelier Huile sur toile, 32 × 40 cm Lille, palais des Beaux-Arts | |                              |
| 368      |              | Alexandre Colin Portrait en pied de Jean-Georges Farcy tué le 29 juillet 1830, à la prise des Tuileries, en combattant pour les lois Huile sur toile, 227 x 160 cm Paris, musée Carnavalet | |                              |
| 369      |              | Alexandre Colin Portrait de Jean-Georges Farcy Huile sur toile, 96 x 77 cm Paris, musée Carnavalet | |                              |
| 399      |              | Jean-Baptiste Camille Corot La Cervara, campagne de Rome Huile sur toile, 97,6 x 135,8 cm Cleveland, Museum of Art | |                              |
| 407      |              | Auguste Couder Frédégonde et Chilpéric Huile sur toile, 65 x 42 cm Orléans, musée des Beaux-Arts | |                              |
| 421      |              | Louis Crignier Raphaël présenté au Pérugin Huile sur toile, 83 x 102,5 cm Collection particulière | |                              |
| 481      |              | Henri de Caisne Les derniers moments de Louis XIII Huile sur toile, 297 x 359 cm Versailles, musée national du château | |                              |
| 483      |              | Henri de Caisne Portrait de Maria Malibran dans le rôle de Desdémone Huile sur toile, 138 x 105 cm Paris, musée Carnavalet | |                              |
| 485      |              | Alexandre-Gabriel Decamps Tableaux et dessins, dont La Patrouille turque Huile sur toile, 114,5 × 179 cm Londres, Wallace Collection, P307 | |                              |
| 511      |              | Eugène Delacroix Le 28 juillet. La Liberté guidant le Peuple Huile sur toile, 260 x 325 cm Paris, musée du Louvre | |                              |
| 512      |              | Eugène Delacroix Le cardinal de Richelieu dans sa chapelle du Palais-Royal huile sur toile détruit en 1848 dans le saccage du Palais-Royal | Commandé en 1828 par le duc d'Orléans (le futur roi Louis-Philippe Ier) pour les galeries historiques du Palais-Royal. Une réplique datée de 1842 est entrée en 2015 dans les collections du Musée national Eugène-Delacroix (MD 2015-7) |                              |
| 513      |              | Eugène Delacroix Un Indien armé du Gourka-kree huile sur toile, 40,7 × 32 cm Zurich, Kunsthaus | |                              |
| 514      |              | Eugène Delacroix Cromwell au château de Windsor Huile sur toile, 34,8 × 27,2 cm collection particulière | |                              |
| 516      |              | Eugène Delacroix Étude de deux tigres Huile sur toile, 130 x 195 cm Paris, musée du Louvre | |                              |
| 522      |              | Paul Delaroche Les Enfants d'Édouard Huile sur toile, 181 x 215 cm Paris, musée du Louvre | |                              |
| 523      |              | Paul Delaroche La barge du cardinal de Richelieu sur le Rhône Huile sur toile, 57,2 x 97,3 cm Londres, The Wallace Collection | |                              |
| 524      |              | Paul Delaroche Les dernières heures du cardinal Mazarin Huile sur toile, 56,4 x 97,5 cm Londres, The Wallace Collection | |                              |
| 525      |              | Paul Delaroche Portrait d'Henriette Sontag dans le rôle de dona Anna Huile sur toile, 73 x 60 cm Saint-Pétersbourg, musée de l'Ermitage | |                              |
| 529      |              | Pierre-Louis Delaval Portrait de Louis-Henri-Joseph, duc de Bordeaux, prince de Condé Huile sur toile, 222 x 146 cm Chantilly, musée Condé | |                              |
| 556      |              | Adèle Romany Portrait de Mademoiselle Zoé Prévost, de l'Opéra Comique, dans le rôle de Zerline, dans Fra Diavolo d'Auber Huile sur toile, 73 x 60 cm Dijon, musée Magnin | |                              |
| 574      |              | Paul-Émile Destouches Jeune femme attendant l'heure du bal masqué Huile sur toile, 73 x 60 cm Nantes, musée des Beaux-Arts | |                              |
| 576      |              | Eugène Devéria Louis-Philippe prête serment devant les Chambres, esquisse Huile sur toile, 77 x 110 cm Versailles, musée national du château | |                              |
| 577      |              | Eugène Devéria La mort de Jeanne d'Arc Huile sur toile, 466 x 340 cm Angers, musée des Beaux-Arts | |                              |
| 622      |              | Alexandre-Jean Dubois-Drahonet Portrait de Marin Burty Huile sur carton, 31 x 23,5 cm Paris, musée Carnavalet | |                              |
| 647      |              | Marie-Adélaïde Ducluzeau, d'après François Gérard Sainte Thérèse Peinture sur porcelaine dure Sèvres, Cité de la Céramique | L'original de François Gérard, Sainte Thérèse d'Avila en prière, est conservé à la maison Marie-Thérèse à Paris. |                              |
| 654      |              | Sébastien Dulac Ambulance de la Bourse ou Le général La Fayette décore le chirurgien Guillon Huile sur toile, 83 x 72 cm Versailles, musée national du château | |                              |
| 697      |              | Charles Durupt Saint Clodoald se coupant les cheveux pour renoncer au trône Huile sur toile, 450 x 370 cm Saint-Cloud, église Saint-Clodoald | |                              |
| 707      |              | Eustache François Duval Vue de l'entrée des Champs-Elysées Huile sur toile, 47,2 x 39,1 cm Nantes, musée des Beaux-Arts | |                              |
| 713      |              | Pierre Duval Le Camus Le retour des champs Huile sur toile, 40,5 x 33,4 cm Orléans, musée des Beaux-Arts | |                              |
| 772      |              | François Antoine Léon Fleury Un cadre d'études (sept tableaux), dont : Le phare de Ripetta huile sur papier marouflé sur toile, 28 x 24 cm Compiègne, musée national du château Entrée de la grotte du Pausilippe à Naples Huile sur papier marouflé sur toile, 28 x 24 cm Compiègne, musée national du château Vue de la côte près de Baies, dans le golfe de Pouzzoles Huile sur papier marouflé sur toile, 20 x 39 cm Compiègne, musée national du château Vue du Vésuve Huile sur papier marouflé sur toile, 20 x 31 cm Compiègne, musée national du château | |                              |
| 779      |              | Auguste de Forbin Vue intérieure du cloître de Sauveur à Aix-en-Provence Huile sur toile, 157 x 114 cm Paris, musée du Louvre | |                              |
| 785      |              | Auguste de Forbin Vue de Jérusalem, prise de la vallée de Josaphat Huile sur toile, 97 x 128 cm Paris, musée du Louvre | |                              |
| 812      |              | Coraly de Fourmond Portrait de Sidi Mohamed Machsen, gouverneur de Tripoli Huile sur toile, 91,5 x 73,5 cm collection privée | Vendu aux enchères chez Bonham's, Londres, 22 mars 2016. |                              |
| 856      |              | Ambroise Louis Garneray La bataille de Navarin Huile sur toile, 179 x 262 cm Versailles, musée national du château | |                              |
| 996      |              | Théodore Gudin Trait de dévouement du capitaine Desse, de Bordeaux, envers Le Colombus, navire hollandais huile sur toile, 210 × 295 cm Bordeaux, musée des Beaux-Arts de Bordeaux | |                              |
| 1062     |              | Louis Hersent Portrait du Louis-Philippe Ier en pied, en uniforme de garde national Huile sur toile détruit en 1848 dans le saccage du Palais-Royal | | N°83                         |
| 1063     |              | Louis Hersent Portrait de la reine Marie-Amélie Huile sur toile Localisation actuelle inconnue | | N°84                         |
| 1063 bis |              | Louis Hersent Portrait du duc de Montpensier en costume d'Auvergnat Huile sur toile détruit en 1848 dans le saccage du Palais-Royal | | N°85                         |
| 1082     |              | Paul Huet Paysage. Le soleil se couche derrière une vieille abbaye située au milieu des bois huile sur toile, 173 × 261 cm Valence, musée d'Art et d'Archéologie | |                              |
| 1121     |              | Philippe-Auguste Jeanron Les petits patriotes Huile sur toile Caen, musée des Beaux-Arts | |                              |
| 1213     |              | Eugène Lami Charles Ier recevant une rose des mains d'une jeune fille Huile sur toile, 89 x 115 cm Paris, musée du Louvre | |                              |
| 1234     |              | Charles-Philippe Larivière Le Tasse convalescent au couvent de Saint-Onufre Huile sur toile, 81,5 × 65,5 cm Grenoble, musée de Grenoble | |                              |
| 1241     |              | François Vincent Latil Un jeune voyageur assassiné et dépouillé par des brigands Huile sur toile, 296 x 355 cm Toulouse, musée des Augustins | |                              |
| 1244     |              | Jean-Antoine Laurent Gutenberg inventant l'imprimerie Huile sur toile, 98 x 79 cm Grenoble, musée des Beaux-Arts | |                              |
| 1277     |              | Hippolyte Lecomte Combat à la porte Saint-Denis Huile sur toile, 43 x 60 cm Paris, musée Carnavalet | |                              |
| 1318     |              | Amélie Legrand de Saint-Aubin Portrait de M. René Caillié, voyageur à Tombouctou et dans l'intérieur de l'Afrique Huile sur toile, 81 × 63 cm Paris, Société de géographie | Copie anonyme au musée du Quai Branly - Jacques-Chirac |                              |
| 1348     |              | Eugène Lepoittevin Intérieur de cour, pris en Normandie Huile sur toile, 65 x 81 cm Orléans, musée des Beaux-Arts | |                              |
| 1384     |              | Guillaume Guillon Lethière La Mort de Virginie huile sur toile, 458 x 778 cm Paris, musée du Louvre | |                              |
| 1587     |              | Aimée Pagès Le Sommeil Huile sur toile, 38,1 cm x 49,5 cm Collection privée | |                              |
| 1588     |              | Aimée Pagès Le Réveil Huile sur toile, 38,7 cm x 48,9 cm Collection privée | |                              |
| 1589     |              | Aimée Pagès L'Enlèvement Huile sur toile, 81 x 100 cm Paris, musée du Louvre | |                              |
| 1688     |              | Édouard Pingret Portraits de deux frères huile sur toile, 40,6 × 32,7 cm Collection privée | |                              |
| 1699     |              | Hippolyte Poterlet Dispute de Trissotin et de Vadius Huile sur toile, 90 x 117 cm Paris, musée du Louvre | |                              |
| 1708     |              | Constantin-Jean-Marie Prévost Michel-Ange et Jules II Huile sur toile, 138 x 100 cm Toulouse, musée des Augustins | |                              |
| 1744     |              | Jean-Charles-Joseph Rémond Paysage historique, Ulysse se présente à Nausicaa Huile sur toile, 155,7 x 196,3 cm Nantes, musée des Beaux-Arts | |                              |
| 1761     |              | Julie Ribault Cours de peinture de M. Redouté, dans la salle de Buffon, au Jardin des Plantes Aquarelle et mine de plomb, 269 x 357 mm Cambridge, Fitzwilliam Museum | |                              |
| 1787     |              | Louis-Édouard Rioult Épisode du Roland amoureux de Boiardo Huile sur toile, 227 x 163,5 cm Amiens, musée de Picardie | |                              |
| 1813     |              | Jean-Alphonse Roehn Le trente juillet 1830 ou Inhumation provisoire des victimes de juillet 1830 devant la colonnade du Louvre Huile sur toile, 191 x 272 cm Paris, musée Carnavalet | |                              |
| 1821     |              | Guillaume-Frédéric Ronmy Mascarade sur le pont Neuf ou Scène de carnaval Huile sur toile, 49 x 65 cm Paris, musée Carnavalet | |                              |
| 1824     |              | Camille Roqueplan Scène de famille ; la lecture ou Plaisirs d'été Huile sur toile, 44,7 × 29 cm Londres, The Wallace Collection, P583 | Lithographié par Roqueplan en 1831 sous le titre La Lecture pour la revue L'Artiste. |                              |
| 1837     |              | Louis Joseph Toussaint Rossignon Savoyards avec un chien et un singe Huile sur toile, 65 x 54,6 cm Orléans, musée des Beaux-Arts d'Orléans | Redécouvert en 2010, acheté par le musée des Beaux-Arts d'Orléans le 1er avril 2020 lors de la vente Rafael Valls chez Sotheby's, |                              |
| 1840     |              | Georges Rouget Portraits et têtes d'études, dont : Portrait de François-Marie Botot Huile sur toile, 135 x 110 cm Localisation actuelle inconnue | |                              |
| 1876     |              | Augustine Cochet de Saint-Omer Portrait du colonel Beauvais Poque, blessé à Rambouillet, le 3 août 1830 Huile sur toile, 154 × 205 cm Rouen, musée des Beaux-Arts | |                              |
| 1879     |              | Augustine Cochet de Saint-Omer Portrait du docteur Fournier Pescay Huile sur toile, 99 × 80 cm Paris, Val-de-Grâce, musée du Service de santé des armées | |                              |
| 1901     |              | Henry Scheffer L'Arrestation de Charlotte Corday Huile sur toile, 130 x 163 cm Grenoble, musée des Beaux-Arts | |                              |
| 1905     |              | Jean-Victor Schnetz Le Vœu à la Madone Huile sur toile, 282 x 490 cm Paris, musée du Louvre | |                              |
| 2080     |              | Horace Vernet Judith et Holopherne Huile sur toile, 297 x 198 cm Pau, musée des Beaux-Arts | |                              |
| 2084     |              | Horace Vernet Un combat entre des dragons du pape et des brigands (en) huile sur toile, 86,7 × 131,5 cm Baltimore, Walters Art Museum | | Renaudeau no 300             |
| 2606     |              | Adolphe Roger Une prise de voile Huile sur toile, 74 x 62 cm Collection particulière | |                              |
| 2618     |              | Ary Scheffer Portrait de Charles-Maurice de Talleyrand-Périgord Huile sur toile, 116 x 90 cm Chantilly, musée Condé | |                              |
| 2712     |              | Auguste-Hyacinthe Debay Lucrèce sur la place publique de Collatie Huile sur toile, 425 x 590 cm Nantes, musée des Beaux-Arts | |                              |
| 2720     |              | Paul Delaroche Cromwell et Charles Ier huile sur toile, 228,5 × 295,5 cm Nîmes, musée des Beaux-Arts | Listé dans le 2e supplément du livret. |                              |
| 2752     |              | Jean-Bruno Gassies Bivouac de la Garde nationale de Paris dans la cour du Louvre Huile sur toile, 84 x 130 cm Versailles, musée national du château | |                              |
| 2804     |              | Jean-Baptiste Mauzaisse Saint Vincent Ferrier prêchant les infidèles Huile sur toile, 373 x 310 cm Vannes, cathédrale Saint-Pierre | |                              |
| 2836     |              | Louis Léopold Robert L'Arrivée des moissonneurs dans les marais Pontins huile sur toile, 142 × 212 cm Paris, musée du Louvre | |                              |
| 2837     |              | Louis Léopold Robert Les petits pêcheurs de grenouilles dans les Marais Pontins Huile sur toile, 55,2 x 45 cm Nantes, musée des Beaux-Arts | |                              |
| 2846     |              | Louise-Joséphine Sarazin de Belmont Vue de Gavarnie Huile sur toile, 30 x 49,5 cm Angers, musée des Beaux-Arts | |                              |
| 2859     |              | Ary Scheffer Scène des journées de Juillet 1831 huile sur toile Fondation Josée et René de Chambrun | |                              |
| 2935     |              | Claude Bonnefond Une sorcière tirant les cartes à une jeune femme de l’île d’Ischia Huile sur toile, 63 x 75 cm Compiègne, musée national du château | |                              |
| 2973     |              | Hippolyte Lecomte Combat de la rue de Rohan Huile sur toile, 43 x 60 cm Paris, musée Carnavalet | |                              |
| 2980     |              | Charles-Caïus Renoux Intérieur d'une chambre au XVIe siècle Huile sur toile, 54 x 66 cm Compiègne, musée national du château | |                              |
| 2986     |              | Pierre-Asthasie-Théodore Sentiès Scène du 29 juillet 1830 Huile sur toile, 392 x 418 cm Chambéry, musée des Beaux-Arts | |                              |
| 3013     |              | Guillaume Bodinier Contrat de mariage en Italie huile sur toile, 100 × 138 cm Paris, musée du Louvre | |                              |
| 3061     |              | Louis-Vincent Fouquet Intérieur de l'atelier du sculpteur Dantan l'aîné Huile sur toile, 61 x 50,2 cm Orléans, musée des Beaux-Arts | Listé dans le 5e supplément du livret du Salon. |                              |
| 3072     |              | Hortense Haudebourt-Lescot Portrait de M. Auber Huile sur toile, 115 × 88cm Paris, bibliothèque-musée de l'Opéra | Listé dans le 5e supplément du livret du Salon. |                              |

### Sculptures
| Numéro | Illustration | Identification | Commentaire                                                                        | Numéro de catalogue raisonné |
| ------ | ------------ | --- | ---------------------------------------------------------------------------------- | ---------------------------- |
|        |              | |                                                                                    |                              |
| 2170   |              | Antoine Allier Buste de Maximilien de Béthune, duc de Sully Marbre Paris, Bibliothèque de l'Arsenal                     |                                                                                    |                              |
| 2177   |              | Antoine-Louis Barye Tigre dévorant un gavial plâtre                                                                     | Le bronze fondu par Honoré Gonon en 1832 est conservé au musée du Louvre, à Paris. |                              |
| 2192   |              | John-Étienne Chaponnière Daphnis et Chloé Plâtre Localisation actuelle inconnue, autrefois à Lyon, musée des Beaux-Arts |                                                                                    |                              |
| 2195   |              | Jean-Pierre Dantan Buste de François-Adrien Boïeldieu Marbre, 59 x 33 x 23 cm Paris, Institut de France                 |                                                                                    |                              |
| 2211   |              | Augustin Dumont Leucothoé et Bacchus Marbre, 153 x 50 x 95 cm Grenoble, musée des Beaux-Arts                            |                                                                                    |                              |
| 2213   |              | Francisque Duret Mercure inventant la lyre Marbre Détruit en 1848 au Palais-Royal                                       |                                                                                    |                              |
| 2215   |              | Jehan Du Seigneur Roland furieux plâtre                                                                                 | Le bronze fondu en 1867 par Charnod est conservé au musée du Louvre, à Paris.      |                              |
| 2217   |              | Jacques-Auguste Fauginet Bustes, dont : Buste d'Alexandre Dumas Bronze, 64 cm Paris, musée du Louvre                    |                                                                                    |                              |
| 2230   |              | Denis Foyatier Spartacus Marbre, 212 x 63 x 97 cm Paris, musée du Louvre                                                |                                                                                    |                              |
| 2233   |              | Jacques-Édouard Gatteaux Triptolème Marbre, 177 x 51,5 x 49 cm Paris, musée du Louvre                                   |                                                                                    |                              |
| 2259   |              | Dominique Molknecht Vénus sortant du bain Marbre Orléans, musée des Beaux-Arts                                          |                                                                                    |                              |
| 2640   |              | Jean-Jacques Elshoecht Buste de l'acteur François Andrieux Marbre, 80 cm Paris, collections de la Comédie-Française     |                                                                                    |                              |
| 2658   |              | Nicolas-Pierre Tiolier La Vierge à l'enfant Marbre Saint-Leu-la-Forêt, église Saint-Leu-Saint-Gilles                    |                                                                                    |                              |
| 2908   |              | Paul Le Moyne Buste de Nicolas Poussin Marbre, 64 cm Détruit, autrefois aux Andelys, musée Nicolas Poussin              |                                                                                    |                              |
| 3046   |              | Jean-François Legendre-Héral Eurydice piquée par un serpent Marbre, 115 x 60 x 60 cm Bordeaux, musée des Beaux-Arts     |                                                                                    |                              |
| 3048   |              | James Pradier Les Trois Grâces Marbre, 172 x 102 x 45 cm Paris, musée du Louvre                                         |                                                                                    |                              |